# Lincoln Chafee

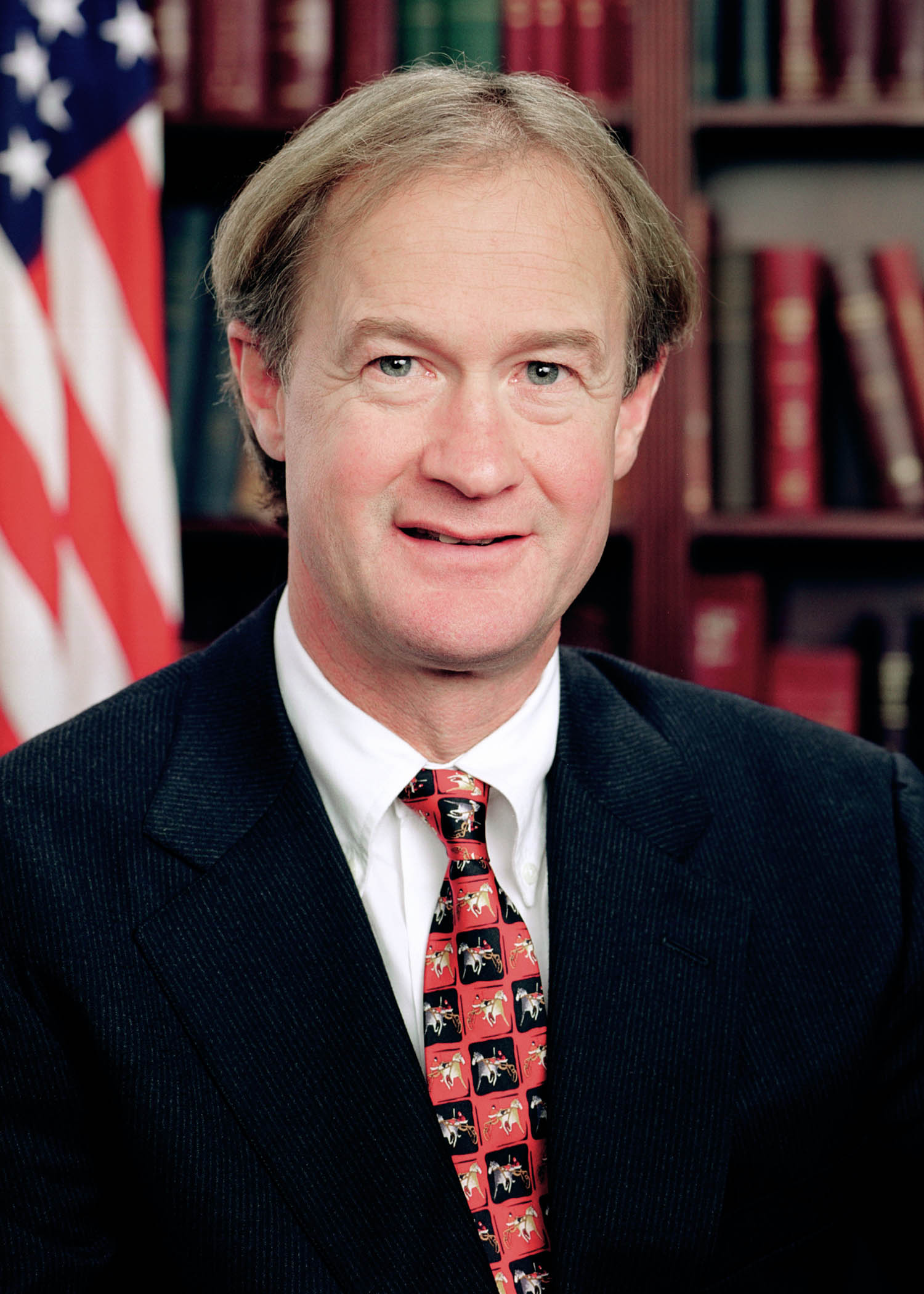
Lincoln Chafee

Lincoln Davenport Chafee (* 26. März 1953 in Warwick, Rhode Island) ist ein US-amerikanischer Politiker. Von 1999 bis 2007 war er US-Senator für den Bundesstaat Rhode Island und amtierte 2011 bis 2015 als dessen Gouverneur. Nachdem er bis 2007 Republikaner gewesen war, gehörte Chafee von 2013 bis 2019 den Demokraten an und trat 2016 in deren Präsidentschaftsvorwahl an. 2018 erwog er eine erneute Kandidatur für den US-Senat. Seit 2019 ist er als Anhänger der Libertarian Party registriert.

## Familie, Ausbildung und Beruf
Chafees Urgroßonkel Henry F. Lippitt war in den 1910er Jahren US-Senator für Rhode Island gewesen, sein Vater John war Gouverneur und US-Senator für den Bundesstaat. Lincoln Chafee besuchte öffentliche Schulen in Warwick und studierte an der Brown University, die er 1975 mit dem Bachelor of Arts in Altertumswissenschaft abschloss. Er besuchte auch die Montana State University, an der er Kurse zum Hufschmieden besuchte.
Seine Berufslaufbahn begann Chafee als Hufschmied an Trabrennbahnen in Kentucky, Florida und Alberta (Kanada) (1976–1983). 1983 arbeitete als Planer beim Rüstungskonzern General Dynamics, von 1986 bis 1990 bei dessen Tochterunternehmen Electric Boat. Zwischenzeitlich war er bei den Firmen Cranston Print Works und Rhode Island Forging Steel angestellt.
Chafee gehört der Episkopalkirche der Vereinigten Staaten an. Er ist verheiratet und hat zwei Töchter, unter anderem die Seglerin und Olympiateilnehmerin Louisa Chafee, und einen Sohn. Er lebt mit seiner Ehefrau Stephanie in Warwick, Rhode Island.

## Politische Laufbahn

### Anfänge
1985 war Chafee Delegierter der Verfassunggebenden Versammlung Rhode Islands. 1992 bis 1999 übte Chafee das Amt des Bürgermeisters seiner Heimatstadt Warwick aus. Zuvor war er dort schon von 1986 bis 1992 Mitglied des Stadtrats gewesen. Chafee legte sein Bürgermeisteramt nieder, als er am 2. November 1999 von Gouverneur Lincoln Almond dazu bestimmt worden war, den vakanten Sitz seines verstorbenen Vaters John Chafee im US-Senat einzunehmen.

### US-Senator 1999 bis 2007
Chafee wurde bei der Senatswahl 2000 wiedergewählt. Im Senat stimmte Chafee häufig gegen die konservative Mehrheit innerhalb der republikanischen Fraktion und gegen die Politik von Präsident George W. Bush. 2002 gehörte er als einziger Republikaner zu den 23 Senatoren, die gegen die Resolution stimmten, mit der Präsident Bush zum Irakkrieg autorisiert wurde. Da es ihm bei der Senatswahl 2006 nicht gelang, wiedergewählt zu werden, wurde er am 3. Januar 2007 von dem Demokraten Sheldon Whitehouse im Senat abgelöst.
Von 2006 bis 2008 war Chafee Visiting Fellow am Watson Institute for International Studies der Brown University. Im September 2007 verließ Chafee die Republikanische Partei. Im Februar 2008 erklärte er seine Unterstützung für den demokratischen Präsidentschaftskandidaten Barack Obama.

### Gouverneur 2011 bis 2015
Im November 2010 trat Chafee als unabhängiger Kandidat bei der Gouverneurswahl an. Er setzte sich mit 36,1 Prozent der Stimmen gegen den Republikaner John Robitaille (33,6 Prozent) sowie den nicht von Präsident Obama unterstützten demokratischen Finanzminister von Rhode Island, Frank T. Caprio (23 Prozent), durch. Somit trat er im Januar 2011 die Nachfolge des wegen Amtszeitbeschränkung nicht mehr kandidierenden Republikaners Donald Carcieri an.
Am 29. Mai 2013 gab Chafee bekannt, dass er der Demokratischen Partei beigetreten war. Im September 2013 kündigte Chafee an, bei der Gouverneurswahl im November 2014 nicht erneut zu kandidieren. Am 6. Januar 2015 löste ihn die Demokratin Gina Raimondo ab.

### Präsidentschaftskandidatur 2016
Am 3. Juni 2015 verkündete er, sich um die Nominierung als Kandidat der Demokraten bei der Wahl zum US-Präsidenten 2016 zu bewerben. Dort wurden ihm allenfalls Außenseiterchancen auf die Spitzenkandidatur der Partei eingeräumt; er erreichte nie mehr als niedrige einstellige Prozentwerte in den Meinungsumfragen. Am 23. Oktober 2015 zog er seine Bewerbung zurück.

### Zurückgezogene Senatskandidatur 2018
Chafees politische Laufbahn sahen viele Beobachter nach seiner Präsidentschaftskandidatur als beendet an. Im Frühjahr 2018 bekundete er Interesse an einer erneuten Kandidatur für seinen früheren Sitz im Senat der Vereinigten Staaten bei der Wahl im November 2018, nachdem Unterstützer des linken Bernie Sanders ihn darum gebeten hatten. Im Mai erklärte Chafee, die Chancen stünden bei 90 Prozent, dass er in der Vorwahl der Demokraten gegen den derzeitigen Senator Sheldon Whitehouse antrete. Whitehouse hatte den damaligen Republikaner Chafee 2006 mit einer linkeren politischen Ausrichtung besiegt, während 2018 Chafee als unabhängigerer und linkerer Kandidat gehandelt wurde – insbesondere in außen- und sicherheitspolitischen Fragen. Ende Mai 2018 verzichtete Chafee auf eine Kandidatur, nachdem seine Forderung nach einer Lockerung der Sanktionen gegen Russland Kritik auf sich gezogen hatte.

### Wechsel zur Libertarian Party 2019
Anfang Juni 2019 gab Chafee bekannt, dass er sich in Wyoming (wo er Grundeigentum erworben hatte) als Anhänger der Libertarian Party habe registrieren lassen. Er erklärte, er sei ein Libertärer und das schon immer gewesen – fiskalpolitisch konservativ, sozialpolitisch linksliberal.

## Veröffentlichungen
- Against the Tide: How a Compliant Congress Empowered a Reckless President. St. Martin’s Press, New York, April 2008, ISBN 978-0-312-38304-6